# Речка (приток Мощанки)
Речка (укр. Річка) — река в Яворовском и Львовском районах Львовской области Украины. Правый приток реки Мощанка (бассейн Вислы).
Длина реки 13 км, площадь бассейна 25 км². Русло слабоизвилистое, в нижнем течении выпрямленное. Пойма в низовьях широкая, поросшая луговой растительностью.
Берёт начало в лесном массиве между холмами Расточья западнее села Каменная Гора. Течёт преимущественно на северо-восток в пределах Надбужанской котловины. Впадает в Мощанку между селами Помлынов и Мощана.
На реке расположены сёла Замок и Погариско.